# Francisco Sá, Minas Gerais
Francisco Sá este un oraș în Minas Gerais (MG), Brazilia.